# Tykocin
Tykocin (idiș טיקטין, transliterat Tiktin) este un oraș în Polonia.

## Personalități
- Heimann Hariton Tiktin (1850-1936), filolog român